# Sofia màrtir
Sofia màrtir († 137) és una santa italiana, venerada a l'Església Ortodoxa Oriental el 17 de setembre i a l'Església Catòlica el 15 de maig.
Nascuda a Itàlia, Santa Sofia va tenir tres filles: Fe, Esperança i Caritat, que van rebre el nom de les virtuts esmentades per sant Pau de Tars a la Primera carta als Corintis.
Es diu que les filles van ser martiritzades durant el regnat d'Hadrià (117-138). Els guàrdies van prendre les filles de Sofia una per una, de la més gran a la més jove i les van pegar i torturar fins a la mort en un intent de forçar a la seva mare, Sofia, a renunciar a la seva fe en Crist. Va demostrar la seva fe incondicional a Crist demostrant a la gent que ella i les seves filles estaven disposades a passar per moments difícils per la seva fe. Després, Sofia va enterrar els cossos de les seves filles i va romandre per les seves tombes durant tres dies fins que va morir ella mateixa.
Segons la tradició, l'any 777, una part de les seves relíquies va ser portada al convent de dones d'Eschau, a Alsàcia.
El Tropari de Santa. Sofia i les seves tres filles (Tom 5) diu:
| « | Tu vas florir als jutjats del Senyor com un arbre fructífer, Oh santa màrtir Sofia; En la teva contesta vas oferir a Crist el fruit dolç del teu ventre: la caritat, l'esperança i la fe. Amb elles intercedeix per a tots nosaltres. | » |